# David Puentez

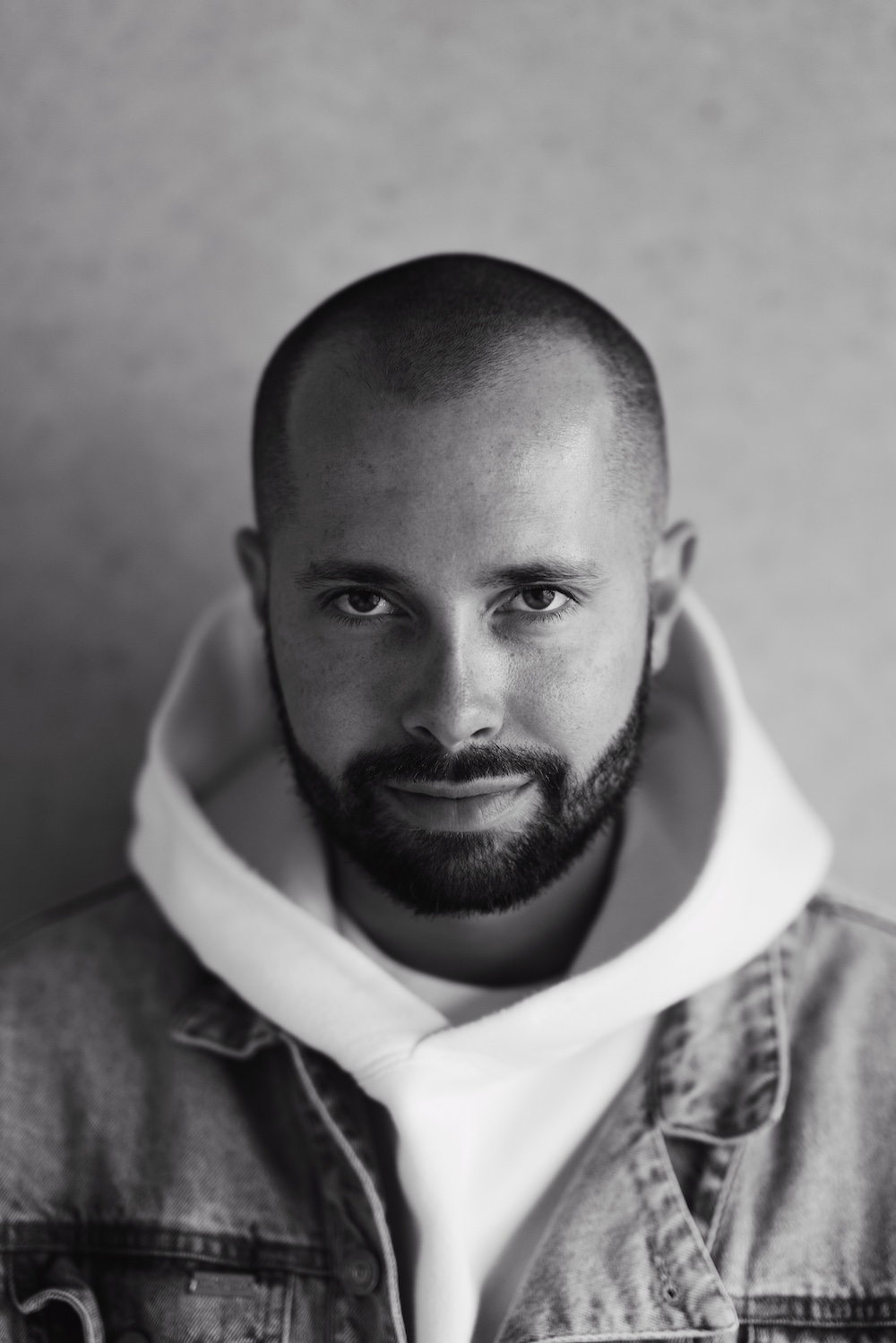
David Puentez (2020)

David Puentez (bürgerlich Benjamin Beyer, * 12. September 1985 in Heilbronn) ist ein deutscher DJ und Musikproduzent. 2018 gelang ihm der Sprung aus den Clubs in die allgemeinen Charts. Größere Bekanntheit erlangte er unter anderem durch offizielle Remixe für Post Malone, Rita Ora und Tiesto.

## Leben
David Puentez begann mit 18 Jahren als DJ zu arbeiten. Mit 15 Jahren hatte er während eines Familienurlaubs auf Ibiza erste Kontakte zu DJs und wurde dadurch inspiriert. Da sich seine Eltern bei seiner Geburt zwischen Benjamin und David entschieden, wählte Puentez als Teil seines Künstlernamens „David“. Auf einem Flyer auf Ibiza fand er einen DJ namens Fuentez, so legte er sich auf „David Puentez“ fest.
Puentez ist seit Ende 2014 mit der Bloggerin Louisa Beyer, Tochter Nino de Angelo’s, verheiratet. Sie leben gemeinsam in Köln und Hamburg.

## Karriere
2019 wurde David Puentez auf Platz 59 in die Top101 Producers of 2019 von 1001Tracklists aufgenommen. Sein Remix zu Drakes God’s Plan gehörte 2019 zu den meistgespielten Tracks der internationalen EDM-Festivals.
Am 5. März 2020 veröffentlichte David Puentez, gemeinsam mit Albert Neve, seine Single Superstar, ein Remix des gleichnamigen Songs von Jamelia. „Superstar“ erreichte Platz 73 der offiziellen deutschen Charts, über 33 Millionen Streams auf Spotify und Platz 25 der offiziellen Airplay Charts.
Anfang 2020 wurde David Puentez vom Major-Label Warner Music Germany unter Vertrag genommen und veröffentlichte dort am 29. Mai 2020 mit LalaLife sein Debüt. Die Single belegte Platz 1 der Top100 iTunes Charts. Der Song ist der Soundtrack zu der musikalischen Reality-Musikshow „Battle of the Bands - Boys vs. Girls“. Zur gleichen Zeit unterschrieb er einen Publishing Deal bei dem Verlag Universal Music Publishing.
2020 wurde Puentez in die Top101 Producers 2020 auf Platz 60 aufgenommen. Seine ausverkaufte Show in der Kölner Lanxess Arena am 10. Juli 2020 sorgte durch ihr besonderes Hygiene-Konzept für Aufsehen. Dort saßen die Gäste in separierten Würfeln und konnten sich so das Konzert anschauen.

## Diskografie
Singles
- 2008: Vive La Vida (mit A.C.K und Simon Point)
- 2009: Free 4 Love (mit Hanna Hansen und Maxx Diago)
- 2009: Let It Go (mit Hanna Hansen feat. Paula P’Cay)
- 2010: In My Mouth Pt. 1 (vs. Erick Decks feat. Lauren Neko)
- 2010: Reyna (mit Hanna Hansen)
- 2010: In My Mouth Pt. 2 (vs. Erick Decks feat. Lauren Neko)
- 2010: Wow/Amura (mit Bastian Foxx)
- 2010: Late N8 EP (mit Bastian Foxx)
- 2011: King Arthur (mit The Whiteliner und Hanna Hansen)
- 2011: Let’s Go
- 2012: Things We Do 4 Love
- 2012: Malia
- 2012: Oslo (Are You Ready)
- 2012: Tripl3
- 2012: Aerius
- 2012: Envy
- 2013: Hysteria (mit The Whiteliner)
- 2013: The One (feat. The Shena)
- 2013: Dutchism (feat. Eyedentity)
- 2013: Promises (feat. DBN feat. Cozi Cozi)
- 2013: Jump Around (mit Mark Bale)
- 2013: Lure
- 2014: In the Desert (feat. Jonny Rose)
- 2015: Kaos (mit Henry Himself)
- 2015: Collide (feat. Robin the Bank)
- 2015: Bang
- 2016: Badman
- 2016: Blow (mit MTS)
- 2016: Believe (feat. Shawnee Taylor & MTS)
- 2017: Fukka (mit Rolvario)
- 2017: Like This (mit Bonka)
- 2017: Game Up
- 2018: No Matter What
- 2018: Mona Lisa (mit Dirty Rush & Gregor Es)
- 2018: Put Your Hands Up (mit DNF)
- 2019: Everybody (mit Steff da Campo)
- 2019: The Weekend
- 2019: Bad Habit (mit DJ Kuba & Neitan)
- 2020: Superstar (mit Albert Neve)
- 2020: LaLaLife
- 2020: Fresh
- 2020: I’m Gone
- 2020: Banana
- 2021: Drive All Night (mit Fast Boy; #12 der deutschen Single-Trend-Charts am 5. März 2021[25])
- 2021: Call You Mine (mit Nina Chuba)
- 2021: Home
- 2021: Outta Love (mit Ten Tone Skeleton)
- 2022: Baby Steps (feat. Isaak Guderian; #6 der deutschen Single-Trend-Charts am 28. Januar 2022[26])
- 2022: Don’t Let Our Love Die
- 2022: Keep Letting Me Down
- 2022: Still Got Love (mit Andreas Moe)
- 2023: All My Love
- 2023: Pretty Little Lies (mit Louis III)
- 2023: Don’t Tell ’Em
- 2023: Focus
- 2023: Drop Dead Gorgeous
- 2023: Somebody To Miss (mit Pascal Letoublon und Remme)
- 2023: The Love (mit Inna)
- 2024: I Want You (mit Bonn)
- 2024: Lonely Days (mit Safri Duo und Jaimes)
- 2024: Your Love (mit Moguai und Salvatore Mancuso)
- 2024: When We Were Young (mit Barbara Argyrou)
- 2024: Burn (mit Felicia Lu Kürbiß)
- 2025: Peace in the Piece (mit Isaak)
- 2025: Illusion (mit Niklas Dee)
- 2025: Alive

Remixe
- 2017: Axwell Λ Ingrosso feat. Kid Ink - I Love You
- 2017: Galantis - Hunter
- 2018: Tiësto, Dzeko feat. Preme & Post Malone – Jackie Chan
- 2019: Tiësto, Jonas Blue, Rita Ora - Ritual
- 2019: Tujamo feat. Karen Harding – With U
- 2019: Showtek & Sultan + Shepard - Way We Used 2
- 2019: Hugel feat. Amber Van Day - Mamma Mia
- 2019: Calvo - Let Me Love You
- 2020: Regard - Ride It